# Grenzübergang al-Yaʿrubiyya
Koordinaten: 36° 48′ 21,3″ N, 42° 4′ 30,6″ O
Der Grenzübergang al-Yaʿrubiyya (arabisch معبر اليعربية الحدودي, DMG maʿbar al-Yaʿrubīya al-ḥudūdī) liegt zwischen der syrischen Stadt al-Yaʿrubiyya und der irakischen Stadt Rabiʿa entlang der Route von Qamischli, Syrien, weiter über die Autobahn 1 nach Mossul und Bagdad. Im Juni 2014 war der Übergang in der Kontrolle von kurdischen Einheiten.